# LPGA Tour 1996
Navigation
Édition précédente Édition suivante
Le LPGA Tour 1996 est la quarante-septième édition du Ladies Professional Golf Association Tour (LPGA), circuit professionnel féminin de golf, qui se déroule du 11 janvier 1996 au 24 novembre 1996. Axée sur les États-Unis, la LPGA a entrepris la tenue de tournois hors du continent américain ces dernières saisons, ainsi cette saison voit des tournois programmés en Angleterre, au Canada, en Corée du Sud et au Japon. Cette quarantième-septième édition de ce circuit permet de proposer un certain nombre de tournois professionnels destinés aux femmes en dehors des compétitions amateurs. La volonté de la professionnalisation des golfeuses leur permet désormais de gagner de l'argent en jouant au golf.
Cette saison comporte trente-quatre tournois, soit une de plus qu'en 1995, auxquels sont insérées des dotations financières en fonction du résultat de la golfeuse. Quatre de ces tournois sont considérés comme « tournoi majeur » - le Nabisco Dinah Shore, le Championnat de la LPGA, l'Open américain et le Classique du Maurier - et sont considérés comme les plus prestigieux et difficiles à remporter.
L'Anglaise Laura Davies est désignée « Joueuse de l'année de la LPGA » (« Player of the Year ») pour la première fois de sa carrière. Le classement des gains en revanche est remporté par l'Australienne avec 1 002 000 $ de gains, première fois que ce montant dépasse le million de dollars, en gagnant quatre victoires mais sans victoire en tournoi majeur. Les tournois majeurs sont remportés par Patty Sheehan (Nabisco Dinah Shore), Laura Davies (Championnat de la LPGA et Classique du Maurier) et la Suédoise Annika Sörenstam (Open américain). Enfin, le « Trophée Vare » récompensant la golfeuse ayant la moyenne de score la plus basse de la saison est également remporté par Annika Sörenstam pour la seconde fois d'affilée.

## Histoire
Pour l'organisation de cette quarantième-septième édition, la majorité des tournois se disputent aux États-Unis mais quatre tournois sont programmés hors des États-Unis. Comme la saison précédente, la LPGA décide d'organiser des tournois hors des frontières des États-Unis avec la tenue de tournois programmés en Angleterre, au Canada, en Corée du Sud et au Japon. La majorité des joueuses sont des golfeuses principalement américaines professionnelles et amateures mais la LPGA intègre quelques années des golfeuses étrangères. Le calendrier fait débuter la saison par le Tournoi des Champions de The Mitchell Company remporté par la Suédoise Liselotte Neumann. Au cours de cette saison, bien que la majorité des tournois ont été remportés par des golfeuses américaines professionnelles, de nombreuses golfeuses non-américaines remportent des tournois : Les Suédoises Liselotte Neumann et Annika Sörenstam, les Anglaises Laura Davies, Trish Johnson et Caroline Pierce, l'Australienne Karrie Webb et la Japonaise Mayumi Hirase.
L'Anglaise Laura Davies est désignée « Joueuse de l'année de la LPGA » (« Player of the Year ») pour la première fois de sa carrière. Le classement des gains en revanche est remporté par l'Australienne avec 1 002 000 $ de gains, première fois que ce montant dépasse le million de dollars, en gagnant quatre victoires mais sans victoire en tournoi majeur. Les tournois majeurs sont remportés par Patty Sheehan (Nabisco Dinah Shore), Laura Davies (Championnat de la LPGA et Classique du Maurier) et la Suédoise Annika Sörenstam (Open américain).

## Participantes à la saison LPGA 1996
Les participantes ont deux statuts. Certaines sont devenues professionnelles mais de nombreuses amateures prennent également part aux tournois sans toutefois pouvoir recevoir le montant des gains en raison de leur statut.
| Participantes    | Participantes     | Participantes          | Participantes         | Participantes     |
| Professionnelles | Professionnelles  | Professionnelles       | Professionnelles      | Professionnelles  |
| ---------------- | ----------------- | ---------------------- | --------------------- | ----------------- |
| Kristi Albers    | Amy Alcott        | Helen Alfredsson       | Tina Barrett          | Amy Benz          |
| Brandie Burton   | Jane Crafter      | Laura Davies           | Judy Dickinson        | Michelle Dobek    |
| Dana Dormann     | Stephanie Farwig  | Vicki Fergon           | Amy Fruhwirth         | Jane Geddes       |
| Tammie Green     | Penny Hammel      | Tracy Hanson           | Mayumi Hirase         | Pat Hurst         |
| Juli Inkster     | Christa Johnson   | Trish Johnson          | Cathy Johnston-Forbes | Rosie Jones       |
| Emilee Klein     | Hiromi Kobayashi  | Carin Koch             | Patti Liscio          | Nancy Lopez       |
| Meg Mallon       | Michelle McGann   | Marianne Morris        | Barb Mucha            | Liselotte Neumann |
| Martha Nause     | Catrin Nilsmark   | Kristal Parker-Gregory | Dottie Pepper         | Caroline Pierce   |
| Julie Piers      | Joan Pitcock      | Kathy Postlewait       | Cindy Rarick          | Deb Richard       |
| Kelly Robbins    | Kim Saiki         | Patty Sheehan          | Val Skinner           | Annika Sörenstam  |
| Hollis Stacy     | Suzanne Strudwick | Kris Tschetter         | Karrie Webb           | Barb Whitehead    |
| Maggie Will      |                   |                        |                       |                   |

## Classements saison 1996

### Tableau des gains («Money list»)
Le tableau ci-dessous est le classement des golfeuses par gains obtenus sur cette saison 1996. Le classement par gains est remporté par l'Australienne Karrie Webb avec 1 002 000 $ remportés.
| Cla. | Golfeuses         | Gains       | Victoires |
| ---- | ----------------- | ----------- | --------- |
| 1    | Karrie Webb       | 1 002 000 $ |           |
| 2    | Laura Davies      | 927 302 $   |           |
| 3    | Annika Sörenstam  | 808 311 $   |           |
| 4    | Liselotte Neumann | 625 633 $   |           |
| 5    | Dottie Pepper     | 589 401 $   |           |
| 6    | Kelly Robbins     | 562 458 $   |           |
| 7    | Meg Mallon        | 510 209 $   |           |
| 8    | Michelle McGann   | 498 561 $   |           |
| 9    | Emilee Klein      | 463 793 $   |           |
| 10   | Val Skinner       | 413 419 $   |           |
| 11   | Jane Geddes       | 373 897 $   |           |
| 12   | Brandie Burton    | 343 175 $   |           |
| 13   | Patty Sheehan     | 342 391 $   |           |
| 14   | Kris Tschetter    | 321 840 $   |           |
| 15   | Barb Mucha        | 304 805 $   |           |

### Trophée Vare («Vare Trophy»)
Le tableau ci-dessous est le classement des golfeuses par scores les plus bas sur cette saison 1996.
| Cla. | Golfeuses        | Moyenne |
| ---- | ---------------- | ------- |
| 1    | Annika Sörenstam |         |